# Shawnee Smith
Shawnee Smith (Orangeburg (South Carolina), 3 juli 1969) is een Amerikaans actrice en zangeres van de band Fydolla Ho.

## Loopbaan
Smith verscheen voor het eerst in een films in 1982, toen ze te zien was als danseres in Annie. In 1987 brak ze door met een rol als zwangere tiener in Summer School.
Smith dankt haar bekendheid onder meer aan haar vertolking van het personage Amanda Young, die in de films Saw, Saw II, Saw III, Saw IV, Saw V, Saw VI, en Saw 3D te zien is. Daarvoor speelde ze van 1998 tot en met 2004 de eigenzinnige Linda in de televisieserie Becker.
Smith speelde gastrollen in onder meer Married... with Children, Murder, She Wrote en The X-Files.

## Filmografie
- Annie (1982) - danseres
- Not My Kid (tv, 1985) - Carol
- Crime of Innocence (tv, 1985) - Jodi Hayward
- Iron Eagle (1986) - Joenie
- Easy Pray (tv, 1986) - Tina Marie Risico
- Summer School (1987) - Rhonda Altobello
- Bluegrass (tv, 1988) - Alice Gibbs
- I Saw What You Did (tv, 1988) - Kim Fielding
- The Blob (1988) - Meg Penny
- Who's Harry Crumb? (1989) - Nikki Drowning
- Desperate Hours (1990) - May Cornell
- Lucky/Chances (miniserie, 1990) - Olympia Stanislopolous Golden
- The Stand (miniserie, 1994) - Julie Lawry
- Leaving Las Vegas (1995) - Biker Girl
- The Low Life (1995) - 'Little Tramp' Woman
- Bombshell (1996) - Shelly
- Female Perversions (1996) - Make-Up Salesgirl
- Face of Evil (tv, 1996) - Jeanelle Polk
- Every Dog Has Its Day (1997) - ReadHead
- Dogtown (1997) - Tammy Hayes
- Something Borrowed, Something Blue (tv, 1997) - Teri
- Dead Men Can't Dance (1997) - Sgt. Addy Cooper
- The Shining (miniserie, 1997) - Waitress
- Men (1997) - Clara
- Becker (1998) - Linda
- Armageddon (1998) - RedHead
- Carnival of Souls (1998) - Sandra Grant
- The Party Crashers (1998) - Carolyn
- Twice Upon a Time (tv, 1998) - Maggie Fowler
- A Slipping-Down Life (1999) - Faye-Jean Lindsay
- Breakfast of Champions (1999) - Bonnie MacMahon
- Eat Your Heart Out (2000) - Nicole
- Never Get Outta the Boat (2002) - Dawn
- Saw (2004) - Amanda Young
- Saw II (2005) - Amanda Young
- The Almost Guys (2004) - Bigger
- Washington Street (tv, 2005)
- The Island (2005) - Suzie
- Repo! The Genetic Opera (2006) - Heather
- Saw III (2006) - Amanda Young
- Saw IV (2007) - Amanda Young (archief materiaal)
- Secrets of an Undercover Wife (tv, 2007) - Lisa
- Traveling in Packs (tv, 2007) - Ivy
- Saw V (2008) - Amanda Young (archief materiaal)
- The Grudge 3 (2009) - Sullivan
- Saw VI (2009) - Amanda Young
- Kill Speed (2010) - Honey
- Anger Management (tv, 2012) - Jennifer Goodson
- Jayne Mansfield's Car (2013) - Vicky Caldwell
- Grace Unplugged (2013) - Michelle Trey
- Savannah Sunrise (2016) - Joy
- Believe (2016) - Dr. Nancy Wells
- Christmas vs. the Walters (2016) - Diane Walters
- City on Fire (tv, 2023) - Ramona
- Saw X (2023) - Amanda Young